# Skrajna Cisowa Czuba
Skrajna Cisowa Czuba (słow. Predná Tisovka) – mało wybitne wzniesienie o wysokości ok. 1360 m n.p.m. znajdująca się w północno-zachodniej grani Golicy Jaworzyńskiej w słowackiej części Tatr Wysokich. Skrajna Cisowa Czuba oddzielona jest od Czerwonej Skałki szerokim siodłem Cisowej Przełęczy, a od Zadniej Cisowej Czuby przełęczą o wysokości ok. 1340 m. Podobnie jak na sąsiednie obiekty, tak i na nią nie prowadzą żadne znakowane szlaki turystyczne, gdyż leży ona w obrębie obszaru ochrony ścisłej, którym objęty jest cały masyw Szerokiej Jaworzyńskiej wraz z jej dwoma ramionami.
Skrajna Cisowa Czuba jest niższą z dwóch Cisowych Czub, sąsiednia Zadnia Cisowa Czuba jest wyższa o ok. 10 m. W niektórych źródłach, np. w przewodniku Tatry Wysokie Witolda Henryka Paryskiego, nie wyróżnia się dwóch Cisowych Czub – Skrajna i Zadnia Cisowa Czuba figurują pod wspólną nazwą Cisowa Czuba.
Pierwsze wejścia na wierzchołek Skrajnej Cisowej Czuby nie są udokumentowane, z powodu łatwej dostępności wchodzono na nią od dawna.